# Головатюк, Юрий
Юрий Головатюк (Yurii Holovatiuk) — чешский и украинский профессиональный игрок в настольный теннис.

## Карьера
Победитель и призёр многочисленных соревнований по настольному теннису.
В настоящее время Юрий Головатюк выступает в чешской Лиге Про — соревновании среди сильнейших игроков в настольный теннис в Чешской Республике.